# Biuro Prezydenta w Tajpej

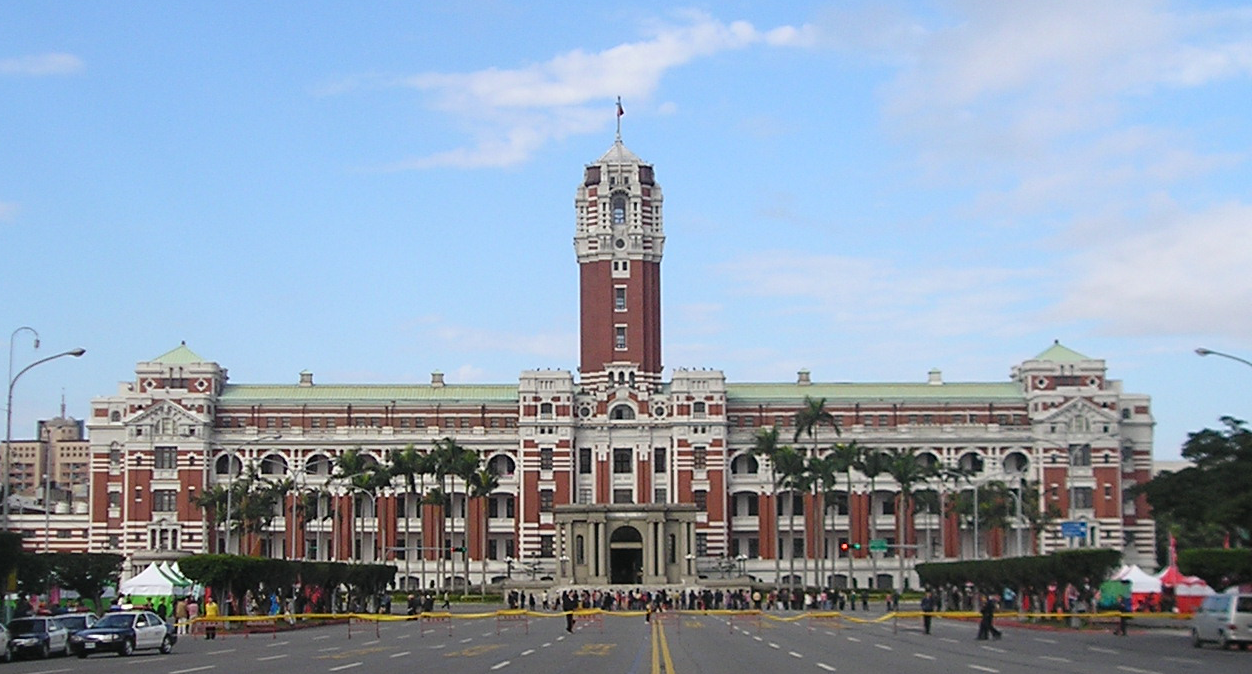
Biuro Prezydenta w Tajpej

Biuro Prezydenta w Tajpej (chiń. upr. 中华民国总统府; chiń. trad. 中華民國總統府; pinyin Zhōnghuá Mínguó Zǒngtǒngfǔ) – siedziba prezydenta Republiki Chińskiej, znajdująca się w dzielnicy Zhongzheng w Tajpej na Tajwanie.
Wzniesiony w latach 1912-1919 budynek był pierwotnie rezydencją japońskiego gubernatora generalnego Tajwanu. Nieznacznie uszkodzony w czasie II wojny światowej, po przyłączeniu Tajwanu do Chin w 1945 został odrestaurowany. W 1946 roku, z okazji 60. rocznicy urodzin Czang Kaj-szeka, otrzymał nazwę Pawilon Chieh Shou (chiń. 介壽館; pinyin Jièshòu Guǎn; dosł. „Niech żyje Czang Kaj-szek”). Po ewakuacji Kuomintangu na Tajwan w 1949 roku budynek stał się siedzibą prezydenta Republiki Chińskiej. W 2006 roku zmieniono jego nazwę na obecną.
Zajmujący powierzchnię 6930 m² budynek Biura Prezydenta utrzymany jest w czerwono-białej kolorystyce. Stylistycznie nawiązuje do architektury renesansu. Liczy sobie pięć pięter, od strony frontowej zwieńczony jest 11-piętrową wieżą o wysokości 60 m. Wewnątrz posiada dwa dziedzińce. W 1998 roku budynek został uznany za zabytek i udostępniony zwiedzającym.